# گابریل ترا
گابریل ترا (انگلیسی: Gabriel Terra؛ ۱ اوت ۱۸۷۳ – ۱۵ سپتامبر ۱۹۴۲) سیاست‌مدار اهل اروگوئه بود. وی از ۱ مارس ۱۹۳۱ تا ۱۹ ژوئن ۱۹۳۸ رئیس‌جمهور این کشور بود.
گابریل ترا در ۱۵ سپتامبر ۱۹۴۲، در سن ۶۹ سالگی درگذشت.